# 近亲繁殖
近亲繁殖或称近亲交配，简称近交，是指有性生殖的生物在近亲之间进行的繁殖行为。近亲繁殖在自然界中普遍存在。在植物界，许多植物会自花授粉，其近亲系数为1。对动物而言，一般指交配双方在3代内有共同祖先，即近亲系数在6.25%-25%之间。近交可用以获得主要性状高度一致的个体，常用于纯种的选育。
长期重复进行近交会降低遺傳多样性，增加不良隱性性狀的基因表現，导致近交衰退。

## 概述
近親繁殖是近親的交配，無論是植物或動物。如果反复交配，可致使後代受隱性、有害的特性影響。這通常會使物種的適應力降低，即近交衰退。要刪除導致近交衰退的基因，可透過選擇性地殺掉較弱的後代，這就是所謂的遺傳清洗。然而有些物种近亲繁殖没事，有些就有很大问题。
在植物育種中，近交而生的植物可用來繁殖出雜交的後代，以得到雜種優勢。植物的自花授粉是自然的近親繁殖。
近親繁殖的特點，是因為近親父母可能是隱性基因只有共同的兩個。這裡將是顯性和隱性的特徵，不是在意義上的優勢，遺傳學的條款。在許多有性繁殖的生物（如染色體異常）每一雙遺傳因素（2人）的基因。一種是繼承他的父親，另一種是繼承了母親。外觀的隱性基因性狀，只有家長收到相同的基因，這種基因似乎是顯性基因性狀的基因從一個父只有一個。